# 虾子镇
虾子镇，是中华人民共和国贵州省遵义市红花岗区下辖的一个镇。该镇是辣椒主产区之一，中国最大的辣椒批发市场位于该镇境内；又称：中国辣椒之都。
2016年3月20日，国务院批复同意贵州省调整遵义市部分行政区划，将原遵义县的虾子镇划归红花岗区管辖。

## 行政区划
虾子镇下辖以下地区：
虾子社区、米兰社区、清坪村、三台村、宝合村、乐安村、红旗村、青山村、明星村、南坪村和兰生村。